# Epitaph für Hans und Dorothea Esterreicher

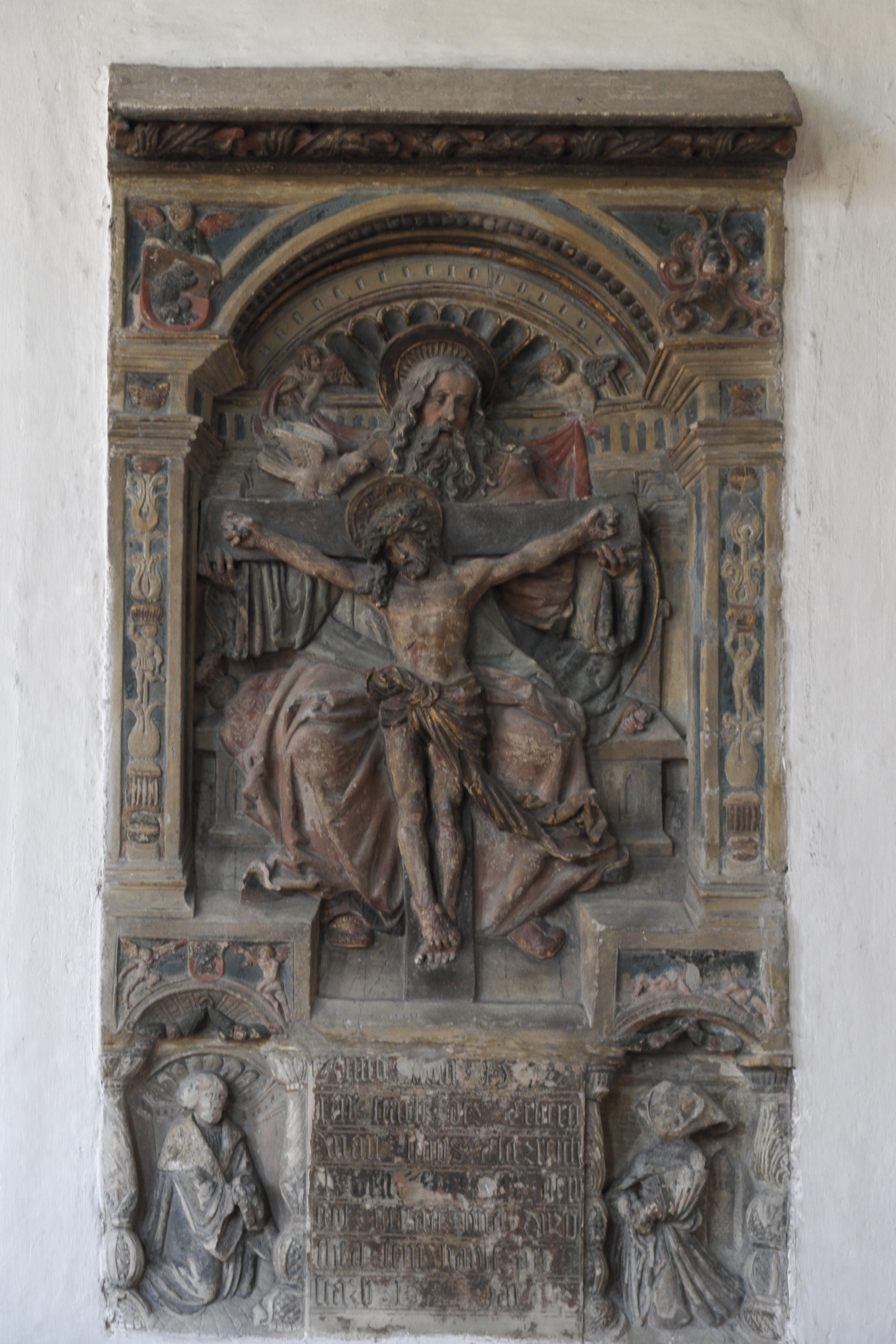
Epitaph für Hans und Dorothea Esterreicher

Das Epitaph für Hans und Dorothea Esterreicher befindet sich in der Antoniuskapelle der Franziskanerkirche in Ingolstadt. Das Epitaph ist ein Teil der als Baudenkmal geschützten Kirchenausstattung.
Die zentrale Szene ist der Gnadenstuhl: Gottvater hält das Kreuz (Kruzifix) mit dem toten Christus in beiden Händen, während die Taube als Symbol des Heiligen Geistes auf dem Kreuzbalken sitzt. Unten sind links Hans Esterreicher († 1532) und rechts seine Frau Dorothea († 1521) jeweils kniend in einer säulengerahmten Nische dargestellt. Putten halten über den Personen das jeweilige Wappen. Die farbige Fassung ist nur in Resten erhalten.

Die Inschrift lautet: 

„Anno domi 1532 jar starb der Erberg man Hans Esterreicher den 4 October dem got genad vnd dorothea sein havsfrau starb 15.. jar“

Das Epitaph aus Solnhofer Stein wurde 1522 von dem Bildhauer Stephan Rottaler aus Landshut geschaffen. Es trägt zwar nicht seine Signatur, wird ihm aber zugeordnet, da stilistische Übereinstimmungen zu anderen Werken Rottalers bestehen und sich ein von ihm signiertes Epitaph für beide Ehefrauen Dorothea und Elisabeth Esterreicher († 1497) in der gleichen Kirche befindet.